# Józef Bonawentura Berardi
Józef Bonawentura Berardi (ur. ok. 1750, zm. 10 kwietnia 1818) – włoski duchowny katolicki, franciszkanin, ostatni biskup bakowski.
Pochodził z Włoch, gdzie wstąpił do zakonu franciszkanów. Został skierowany do pracy duszpasterskiej na terenie Mołdawii. 20 marca 1815 r. został mianowany przez papieża Piusa VII biskupem bakowskim. Konsekracja biskupia miała miejsce 25 lutego 1816 r. w Wiedniu. Był ostatnim biskupem bakowskim. Po jego śmierci diecezja została zlikwidowana, a na terenie Mołdawii i Wołoszczyzny utworzono dwa niezależne od siebie wikariaty apostolskie.